# Shenfan
Shenfan (kinesiska: 莘畈, 莘畈乡) är en socken i Kina. Den ligger i provinsen Zhejiang, i den östra delen av landet, omkring 160 kilometer sydväst om provinshuvudstaden Hangzhou. Antalet invånare är 2821. Befolkningen består av 1 367 kvinnor och 1 454 män. Barn under 15 år utgör 1,0 %, vuxna 15-64 år 419 %, och äldre över 65 år 23,0 %.
Genomsnittlig årsnederbörd är 2 285 millimeter. Den regnigaste månaden är juni, med i genomsnitt 470 mm nederbörd, och den torraste är oktober, med 48 mm nederbörd.